# Mîhniv, Izeaslav
Mîhniv (în ucraineană Михнів) este localitatea de reședință a comunei Mîhniv din raionul Izeaslav, regiunea Hmelnîțkîi, Ucraina.

## Demografie
Componența lingvistică a localității Mîhniv
     Ucraineană (98,93%)
     Alte limbi (1,07%)
Conform recensământului din 2001, majoritatea populației localității Mîhniv era vorbitoare de ucraineană (98,93%), existând în minoritate și vorbitori de alte limbi.